# Eugène Tisserant
Eugène Tisserant (nombre completo en español: Eugenio Gabriel Gervasio Lorenzo Tisserant) (Nancy, 24 de marzo de 1884-Albano Laziale, 21 de febrero de 1972) fue un cardenal francés de la Iglesia católica. Elevado al cardenalato en 1936, Tisserant fue un destacado miembro de la Curia Romana durante mucho tiempo. 
Y durante un tiempo fue también el gran maestre de la Orden del Santo Sepulcro de Jerusalén, una orden de caballería prestigiosa.

## Biografía

### Primeros años y ordenación

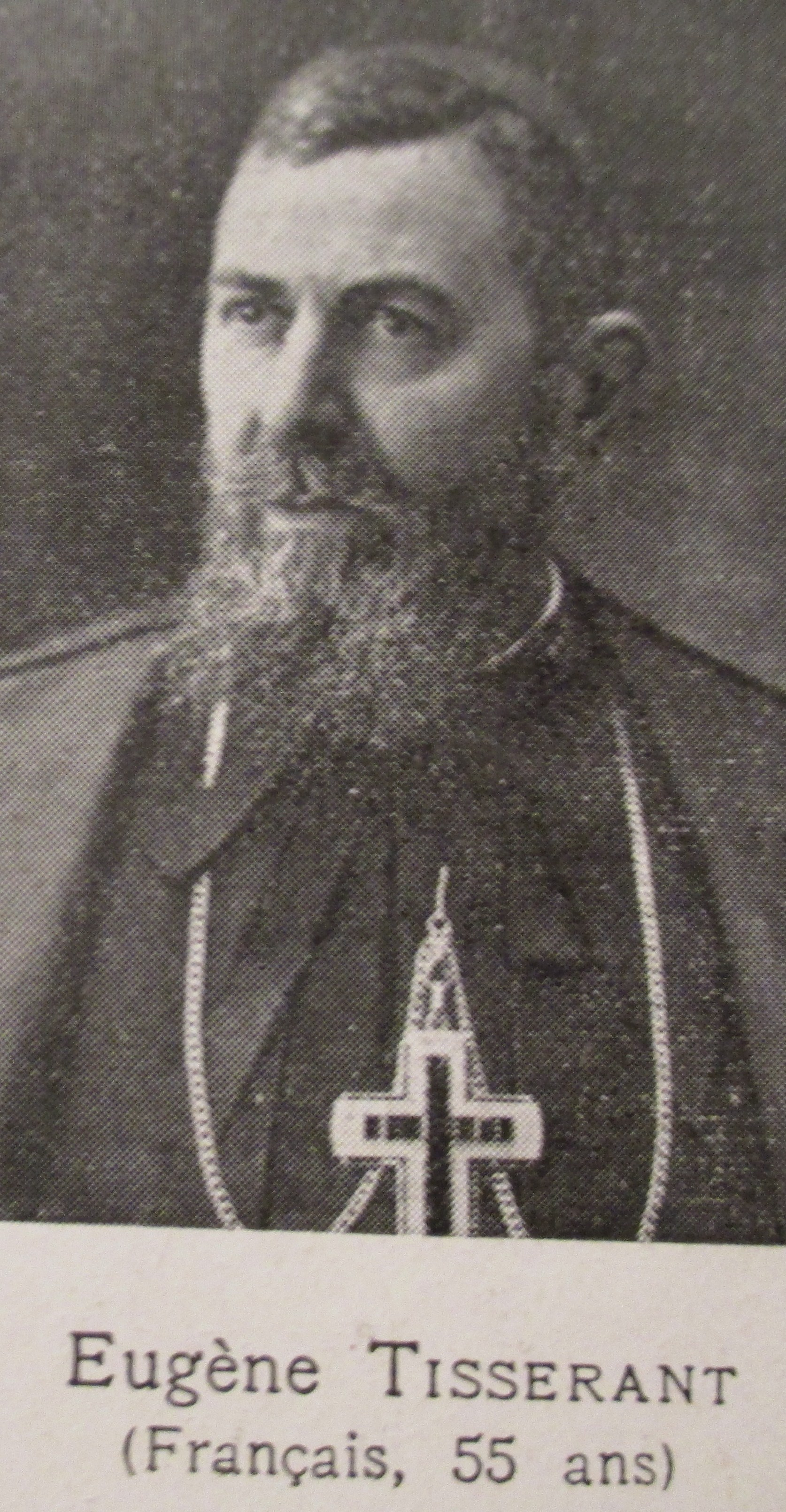
El cardenal Tissersnt en 1939

Tisserant nació en Nancy, hijo de Hipólito y Octavée Tisserant. De 1900 a 1904, estudió teología, las Sagradas Escrituras, hebreo, siríaco, el Antiguo Testamento y Patrología Oriental en el seminario en Nancy. Después estudió en Jerusalén, pero regresó a Francia en 1905 para realizar el servicio militar. El 4 de agosto de 1907, Tisserant fue ordenado sacerdote por el obispo Charles-François Turinaz.

### Profesor y Monseñor
Tras su ordenación fue profesor en el Pontificio Ateneo Romano S. Apollinare y trabajó en la Biblioteca del Vaticano desde 1908 hasta 1914, momento en el cual se convirtió en oficial de inteligencia en el Ejército francés durante la Primera Guerra Mundial. Nombrado bibliotecario asistente del Vaticano en 1919 y monseñor en 1921, se convirtió en pro-prefecto de la Biblioteca Vaticana, el 15 de noviembre de 1930 y después protonotario apostólico el 13 de enero de 1936. El 25 de junio de 1937, fue nombrado arzobispo titular de Iconio por el Papa Pío XI. Tisserant recibió su consagración episcopal el 25 de julio del mismo año, de manos del cardenal Eugenio Pacelli, en la Basílica de San Pedro.
Un año antes, Tisserant fue nombrado cardenal diácono de Ss. Vito, Modesto e Crescencia por Pío XI en el consistorio del 15 de junio de 1936. Fue nombrado secretario de la Congregación para las Iglesias Orientales cuatro días más tarde, ocupando el cargo hasta 1959. Fue elevado al rango de cardenal presbítero poco después, conservando el mismo título, que luego fue cambiado a Santa Maria sopra Minerva en 1939. El título de cardenal obispo se le concedió dos veces por el papa Pío XII: primero en 1946 con el título de Porto e Santa Rufina, y luego en 1951 con el de Ostia, cuando Tisserant se convirtió en decano del Colegio Cardenalicio.

### Tisserant en el papado de Pío XII
Tisserant trabajó en distintos organismos de la Curia romana, entre ellos: Presidente de la Comisión Pontificia Bíblica (1938-1946), Prefecto de la Congregación de Ceremonias (1951-1967, cuando se dividió en la Congregación para las Causas de los Santos y el de Culto Divino), y Bibliotecario y Archivero de la Santa Iglesia Romana (1957-1971). Tras el estallido de la Segunda Guerra Mundial, Pío XII se negó a que Tisserant dejara su puesto como director de la Biblioteca del Vaticano, de modo que Tisserant podría regresar a Francia para servir en el ejército.
En los años de posguerra, de acuerdo con una interpretación de determinados documentos, Tisserant trabajó con el cardenal argentino Antonio Caggiano para rescatar a los colaboradores y supervivientes nazis.
El 13 de enero de 1951, Tisserant fue nombrado Decano del Colegio Cardenalicio, después de tres años de servicio como Vicedecano.
Durante el pontificado de Pío XII, Tisserant encabezó un tribunal para investigar los presuntos abusos de Caballeros Hospitalarios, que concluyó en su inocencia total. Los prelados franceses instaron también a Pío XII para promulgar una encíclica en 1939 "sobre el deber de los católicos a resistir las órdenes injustas de un Estado autoritario", y más tarde dijo: "Yo tengo miedo de que la historia reproche a la Santa Sede por haber seguido una política que era conveniente para sí misma, y por no haber hecho mucho más. Esto es muy triste.".

### Últimos años
En 1961, fue elegido miembro de la Academia francesa. De 1962 a 1965, asistió al Concilio Vaticano II y fue parte de la presidencia de éste.
Tisserant, en su condición de cardenal, fue uno de los cardenales electores que participaron en los cónclaves papales de 1939, de 1958 y de 1963. Durante el cónclave de 1958, fue visto como papable por la mayoría de los analistas del Vaticano, y en general se cree que recibió al menos cinco votos en las primeras votaciones. 
El cardenal Tisserant es recordado por haber participado en las negociaciones del Acuerdo de Metz, un acuerdo secreto hecho en la década de 1960 entre oficiales soviéticos y funcionarios del Vaticano que autorizó la participación ortodoxa en el Concilio Vaticano II a cambio de la no condena del comunismo ateo durante las asambleas conciliares.
Como Decano del Colegio Cardenalicio, celebró las misas fúnebres de los Papas Pío XII y Juan XXIII, además de presidir los cónclaves de 1958 y 1963, y fue la primera persona después del Papa Pablo VI en firmar cada uno de los actos del Concilio Vaticano II. 
En 1969, Tisserant exigió al cardenal Léon-Joseph Suenens retractarse de sus "difamatorias y calumniosas" declaraciones en contra la burocracia de la Curia Romana.

### Muerte
Tisserant murió de un ataque al corazón en Albano Laziale, a los 87 años de edad. Tras el funeral celebrado por el papa Pablo VI, fue enterrado en la Catedral de los Sagrados Corazones de Jesús y María, en Roma. 
Tisserant era fluido en trece idiomas: amhárico, árabe, acadio, inglés, francés, alemán, griego, hebreo, italiano, latín, persa, ruso y siríaco.